# 불도그 스타디움

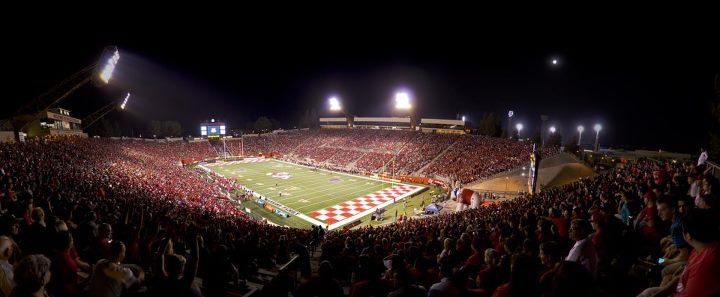

짐 스윈디 필드라고도 알려진 불도그 스타디움은 캘리포니아주 프레즈노의 캘리포니아주립 대학 캠퍼스에 위치한 미국 서부의 야외 축구 경기장이며 마운틴 웨스트 회의의 프레즈노 주립 불독스의 홈 필드이다.

## 역사
1980년에 개장한 불독 스타디움은 현재 40,727석을 보유하고 있으며, 기존 30,000석에서 확장되었다. 불독 스타디움은 1981년부터 1991년까지 캘리포니아 볼과 1994년 FIFA 월드컵 이전에 친선 축구 경기를 주최하였다. 오랜 감독인 짐 스윈디(1929-2013)필드는 기존의 남북 정렬을 가지고 있으며 거리 수준 고도는 약 330피트이다.

## 특징
프레즈노 주립 축구 경기의 경우 양쪽 끝 구역은 네일란드 스타디움의 테네시 대학교의 주황색과 흰색과 유사한 빨간색과 흰색 바둑판 패턴으로 설계되었다.
프레즈노우 스테이트의 불도그 마스코트는 확대된 스타일로 미드필드에 묘사되었다. 이 필드는 또한 전형적인 것처럼 매 10야드가 아니라 매 5야드 마다 숫자 마커를 갖는 것으로 유명했다. 필드는 2009년에 기존의 10야드 표시로 돌아갔다.

### 리노베이션
운동부는 현재 다음을 포함하는 2019 시즌 이전에 마무리될 경기장 개조를 위한 기금 마련 과정에 있다.
- 좌석 공간 리노베이션
- 북동쪽, 북서쪽, 남동쪽 및 남서쪽 섹션에 터널을 통해 통로를 가로질러 좌석 공간에 대한 접근을 개선한다.
- 할인 판매 지점 수 증가
- 개선된 화장실 시설
- 타워 및 업그레이드된 스위트룸 추가 및 추가 좌석
- 사무실, 회의실, 홈 팀 라커룸 및 야외 라운지 공간을 포함하는 남쪽 끝 구역의 새로운 축구 운영 건물

## 필드터프로 변환
필드터프는 2011년 7월에 경기장의 천연 잔디 경기장을 대체하기 위해 설치되었다. 120만 달러 프로젝트는 전적으로 개인 기부로 자금을 조달했다.

## 같이 보기
- NCAA Division I FBS 축구 경기장 목록